# Прийшла і говорю (фільм)
«Прийшла і говорю» (рос. «Пришла и говорю») — радянський музичний фільм 1985 року про один з етапів творчого шляху радянської і російської співачки Алли Пугачової; став другим кінофільмом в артистичній кар'єрі співачки після фільму «Жінка, яка співає». Матеріалом цього кінорев'ю стали виступи артистки під час гастрольних поїздок і зйомок, репетиційна робота першої половини 1984 — 1985 років. У картині звучать пісні, більшість з яких стали хітами свого часу. Фільм вийшов в прокат в кінці липня 1985 року.
Відповідно до щорічного конкурсу, що проводився журналом «Радянський екран», «Прийшла і говорю» була визнана однією з найгірших радянських кінокартин, що вийшли в прокат у 1985 році. Фільм зайняв 140-е місце зі 141-го. Фільм був розкритикований в радянській пресі. Однак за результатами опитування читачів газети «Комсомольська правда» цей фільм «без смаку» був визнаний кращим фільмом року.

## Сюжет
Фільм-ревю на основі документального матеріалу про популярну співачку і актрису Аллу Пугачову.

## Історія створення фільму
Ідея створення фільму виникла у керівництва студії «Мосфільм» у 1983 році. На початку 1980-х років музичні фільми були дуже популярні в СРСР, і новий фільм за участю Алли Пугачової, за задумом, повинен був принести фінансовий успіх. Тому у 1983 році співачці запропонували участь в одному з таких проектів. Однак сценарій, запропонований відомим кінодраматургом, здався Пугачовій невдалим, і тоді як автор сценарію був запрошений Ілля Рєзнік. В результаті численних обговорень сценарію майбутнього фільму — нескінченного перебору можливих варіантів — було вирішено, що це буде фільм-ревю.
Вперше чорновий варіант сценарію був представлений 24 лютого 1984 року. Фільму була дана робоча назва «Алла», і 15 квітня 1984 року після деяких обговорень і виправлень сценарій був прийнятий і картина була запущена у виробництво.
Місця і інтер'єри під час зйомок фільму були досить різноманітними: перш за все на кіностудії «Мосфільм», а також вдома у співачки, під час концертів у спорткомплексі «Олімпійський» в червні 1984 року і Спортивно-концертному комплексі ім. Леніна (Ленінград) в липні того ж року, на концертах в Єревані на 75-тисячному стадіоні «Раздан», в парку культури і відпочинку «Сокільники», в Театрі на Південному-Заході Москви, в гримерці після концерту, в Фінляндії. Зйомки були закінчені в кінці січня 1985 року.
Відповідно до фінансових документів, бюджет фільму склав 388 тисяч 300 рублів, а кількість глядачів, які подивилися фільм, склала 33 мільйони.

## У ролях
- Алла Пугачова — грає саму себе
- Євген Болдін — епізод
- Людмила Дороднова — епізод
- Іван Лобанов — епізод
- Борис Моїсеєв —  танцюрист (тріо «Експресія»)
- Ларі Хітана —  танцівниця (тріо «Експресія»)
- Людмила Чеснулявічуте —  танцівниця (тріо Експресія)
- Зінаїда Пугачова — епізод
- Тамара Кудряшова — пародистка, виконуюча роль Пугачової під пісню «Все можуть королі»
- Ілля Рєзнік —  Отелло/іспанець/режисер, алюзія на Микиту Михалкова («Тільки в кіно»), контрабасист («Тереми»), гість («Свята брехня»)
- Валерія Цой — епізод
- Віктор Авілов — епізод
- Галина Левченко — епізод
- Микола Тагін — епізод

## Знімальна група
- Автор сценарію — Ілля Рєзнік
- Режисер-постановник — Наум Ардашников
- Оператор-постановник — Микола Олоновський
- Композитор — Алла Пугачова, а також Ігор Ніколаєв (пісня «Двадцяте століття»)
- Художник-постановник — Юрій Кладієнко
- Звукорежисер — Віктор Бабушкін
- Директор фільму — Марк Шадур
- Музичний супровід — гурт «Рецитал» під керуванням Руслана Горобця; Державний симфонічний оркестр кінематографії, диригент — Юрій Ніколаєвський
- Балетмейстер — Борис Моїсеєв